# Cục tổn thương bã đậu dưới da
Cục tổn thương bã đậu dưới da (tiếng Anh: Scrofuloderma) là một bệnh da liễu do vi khuẩn lao trực tiếp xâm nhập vào da, thường là do lao hạch ngoại biên ở vùng lân cận. :335